# 싱크대

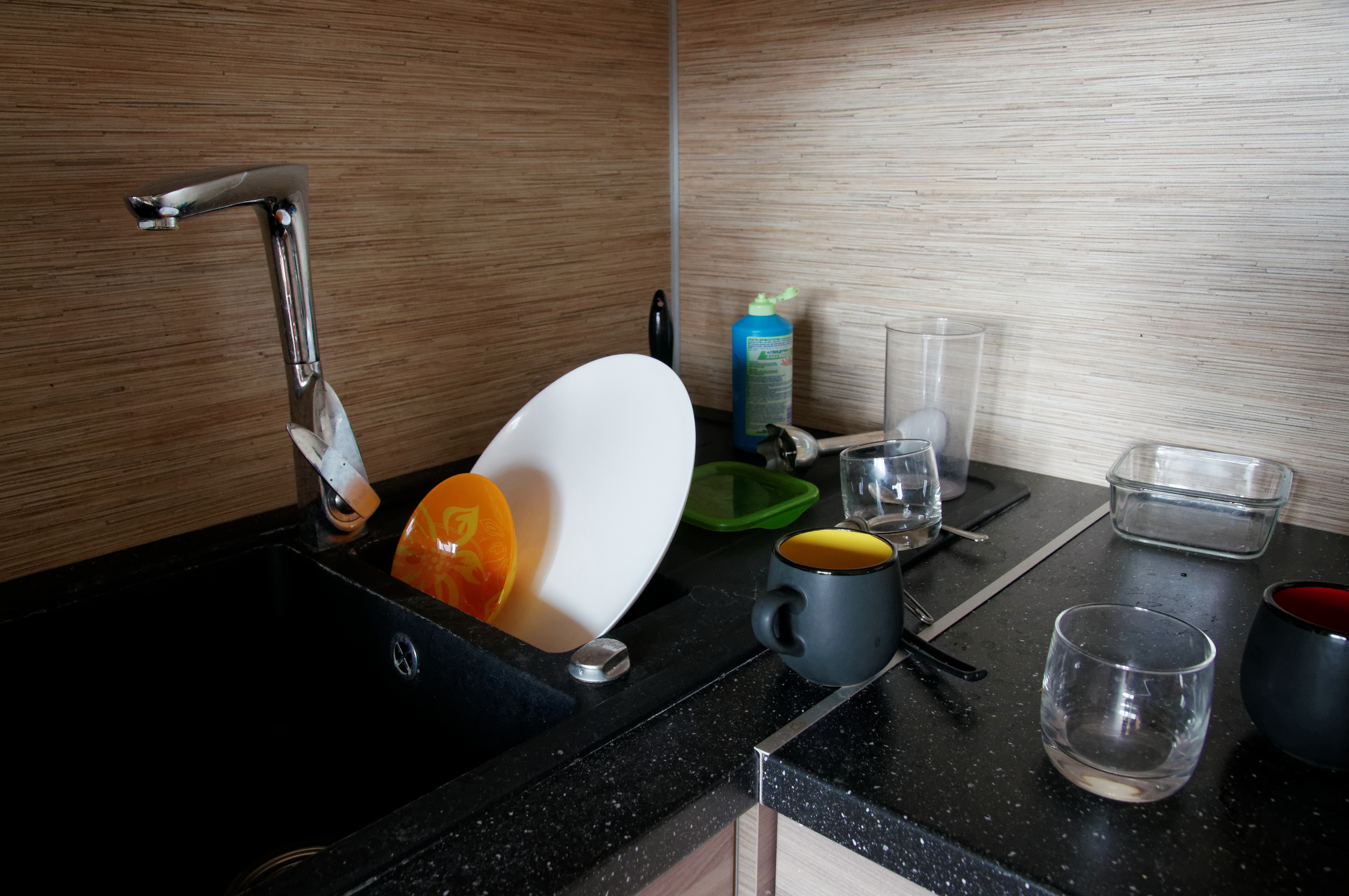
싱크대

싱크대(sink臺, 영어: sink, sinker, washbowl, hand basin 또는 wash basin)는 요리를 하거나 손이나 그릇 등을 씻도록 만든 부엌의 공간이다. 개수대(문화어: 가시대)라고도 한다. 세면 및 화장실용은 세면기(洗面器)라고 한다.

## 역사

### 미국
세면대는 18세기 말 미국에서 개발된 욕실용 싱크대였다.